# 1924年パリオリンピックのハンガリー選手団
1924年パリオリンピックのハンガリー選手団（1924ねんパリオリンピックのハンガリーせんしゅだん）は、1924年5月4日から7月27日にかけてフランスの首都パリで開催された1924年パリオリンピックのハンガリー選手団、およびその競技結果。

## 概要
今大会は金メダル2個、銀メダル3個、銅メダル4個の合計9個のメダルを獲得した。

## メダル
| メダル | 選手名               | 競技 | 種目           |
| ------ | -------------------- | ---- | -------------- |
| 銀     | エメレル・ソンファイ | 陸上 | 男子五種競技   |
| 銅     | バルタ・カーロイ     | 競泳 | 男子100m背泳ぎ |